# Kumsenga (Kibondo)
Kumsenga ist ein Land-Bezirk (Ward) des Distriktes Kibondo in der tansanischen Region Kigoma.

## Geografie
Kumsenga liegt im äußersten Nordwesten von Tansania an der Grenze zu Burundi. Seine Fläche umfasst 93,1 Quadratkilometer, bei der Volkszählung 2022 lebten hier 15.087 Einwohner in 3037 Haushalten.

## Gliederung
Der Gemeinde besteht aus 3 Dörfern (Mtaa) mit 30 Orten (Kitongoji):
| Kumsenga - Linda - Liloama - Lotaagpa - Kigwe - Kumsenga - Chemchemi - Bwozi A - Bwozi B - Nyabusaro - Nyabihuma | Kibuye - Mikonko - Kibuye - Nyampande - Kumbanga - Gwanze - Mkike - Songambele - Mheshu - Mikonko - Mukoni | Kagezi - Rungarunga - Kigunga - Maga - Mikonko - Shuleni - Nzizi - Ngoshi - Kagezi - Bisako - Mlange |